# Azariah C. Flagg

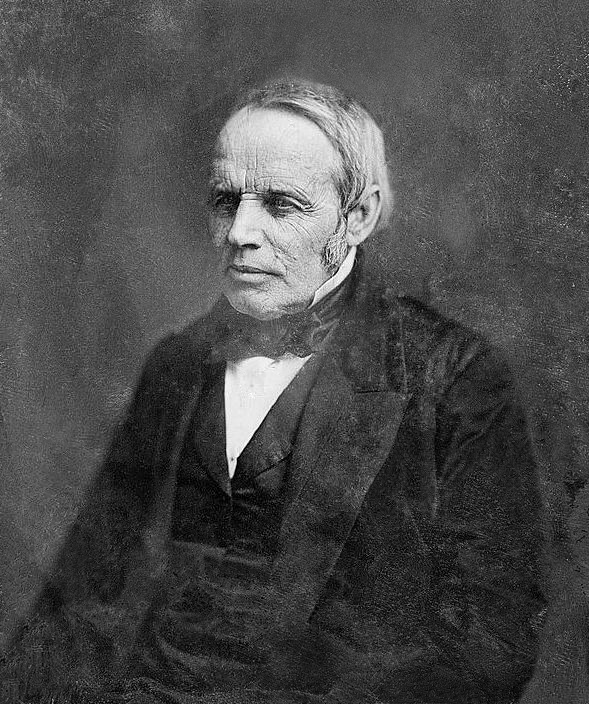
Azariah C. Flagg

Azariah Cutting Flagg (* 28. November 1790 in Orwell, Vermont; † 24. November 1873 in New York City) war ein US-amerikanischer Zeitungsredakteur und Politiker.

## Werdegang
Azariah Cutting Flagg, Sohn von Elizabeth Cutting († 1838) und Ebenezer Flagg (1756–1828), wurde ungefähr sieben Jahre nach dem Ende des Unabhängigkeitskrieges im Addison County geboren. Über seine Jugendjahre ist nichts bekannt. Flagg kämpfte während des Britisch-Amerikanischen Krieges. Von 1813 bis 1826 war er Verleger des Plattsburgh Republican in Plattsburgh (New York).
Er saß 1823 und 1824 für das Clinton County in der New York State Assembly. 1826 wurde er zum Secretary of State von New York gewählt und 1829 sowie 1832 wiedergewählt. Flagg wurde 1833 zum New York State Comptroller gewählt und 1836, 1842 und 1845 wiedergewählt. Er gehörte zu der Führungsriege der Albany Regency. Sein letztes politisches Amt hielt er von 1853 bis 1859 als New York City Comptroller.
Flagg war Mitglied der Bucktails-Fraktion in der Demokratisch-Republikanischen Partei. Im Laufe der Zeit war er ein Jacksonian, ein Demokrat und Barnburner. Ende der 1840er Jahre schloss er sich der Free Soil Party an und schließlich Mitte der 1850er Jahre der Republikanischen Partei.
Er wurde auf dem Green-Wood Cemetery in Brooklyn beigesetzt.